# Mvg Verlag
Der mvg Verlag (abgekürzt für Moderne Verlagsgesellschaft) ist ein deutscher Buchverlag mit Sitz in München. Er veröffentlicht vor allem Ratgeber zu Alltagsthemen und andere Sachbücher. Der mvg Verlag wurde 1965 gegründet, 1993 an den Süddeutschen Verlag verkauft und gehört seit dem Jahr 2007 zur Münchner Verlagsgruppe. Diese ist eine Tochtergesellschaft von Bonnier.

## Geschichte
1952 gründeten die Wirtschaftsjournalisten Wolfgang Dummer und Norbert Müller in Landsberg am Lech den Verlag Moderne Industrie. Zur Diversifikation des Programms schufen sie 1965 unter dem Kürzel mvg einen Buchverlag, der sich erfolgreich im Markt etablieren konnte.
Nachdem 1993 der Süddeutsche Verlag alle Anteile an Moderne Industrie erworben hatte, rückte der mvg Verlag näher an den Redline Verlag. 2007 verkaufte der Süddeutsche Verlag seine Buchverlage schließlich an den Münchner Verleger Christian Jund. Dadurch kam auch der mvg Verlag unter das Dach der Münchner Verlagsgruppe, die auf den FinanzBuch Verlag zurückgeht. Der mvg Verlag wird heute als Imprint des Unternehmens weitergeführt.

## Programm
Das Programm des Verlags umfasst derzeit 1007 Bücher von 850 Autoren, etwa Alexandra Reinwarth, Joe Navarro und Vera F. Birkenbihl. Der mvg Verlag veröffentlicht traditionell Ratgeber mit Schwerpunkten auf Psychologie und Partnerschaft, Spiritualität und Esoterik sowie Liebe und Sexualität. Heute wird das Programm um Themen der Erziehung, Gesundheit, Achtsamkeit und auch Kinderbücher ergänzt. Dazu kommen populärwissenschaftliche Sachbücher.